# Relax (single)
Relax is de debuutsingle van de Britse popgroep Frankie Goes to Hollywood. De plaat betekende destijds de doorbraak voor deze band. Het nummer is onderdeel van het album Welcome to the Pleasuredome uit 1984. Op 24 oktober 1983 werd het nummer oorspronkelijk op vinylsingle uitgebracht.

## Achtergrond
De plaat werd een hit in heel Europa, Noord-Amerika, Oceanië en Azië. In thuisland het Verenigd Koninkrijk, Duitsland, Zwitserland, Finland, Italië, Spanje, Griekenland, Israël en Thailand werd het een nummer 1-hit. In de Verenigde Staten werd de 10e positie behaald in de Billboard Hot 100 en in Canada werd de 11e positie bereikt. In Hong Kong werd de 9e positie behaald, in Australië de 5e en in Nieuw-Zeeland de 10e positie.
In Nederland werd de plaat op maandag 2 januari 1984 door dj Frits Spits en producer-invaller Tom Blomberg in het populaire radioprogramma De Avondspits verkozen tot de 278e NOS Steunplaat van de week en op dinsdag 3 januari 1984 door dj Peter Holland verkozen tot Verrukkelijke Hittip bij de VARA op Hilversum 3. Het werd een grote hit in de destijds drie landelijke hitlijsten op de nationale publieke popzender. De plaat bereikte de 5e positie in de Nederlandse Top 40 en de Nationale Hitparade en piekte op de 4e positie in de TROS Top 50. In de Europese hitlijst op Hilversum 3, de TROS Europarade, werd de nummer 1-positie bereikt.
In België werd de 2e positie bereikt in de voorloper van de  Vlaamse Ultratop 50 en de 3e positie in de Vlaamse Radio 2 Top 30. In Wallonië werd geen notering behaald.

## Videoclips
Van de videoclip zijn destijds meerdere versies gemaakt:
- De eerste versie was omstreden omdat het verhaal zich afspeelde in een homo-SM-club. De BBC weigerde deze clip te vertonen.
- Een tweede versie, hierin werd vooral met lichteffecten gespeeld.
- Een derde versie werd opgenomen als scène in de film Body Double.
- In Nederland werd de videoclip destijds op televisie uitgezonden in de popprogramma's AVRO's Toppop met Hilversum 3-dj Ad Visser, Countdown van Veronica en Popformule van de TROS.

## Trivia
- De single werd gedeeltelijk gecoverd in "Mope" van de The Bloodhound Gang. De videoclip maakt toespelingen op de eerste versie van de videoclip Relax.
- De single werd ook gebruikt in de film Zoolander.

## Hitnoteringen

### Nederlandse Top 40
| Hitnotering: (Week 1 t/m 8) 04-02-1984 t/m 24-03-1984 Hitnotering: (Week 9 t/m 15) 30-10-1993 t/m 11-12-1993 | Hitnotering: (Week 1 t/m 8) 04-02-1984 t/m 24-03-1984 Hitnotering: (Week 9 t/m 15) 30-10-1993 t/m 11-12-1993 | Hitnotering: (Week 1 t/m 8) 04-02-1984 t/m 24-03-1984 Hitnotering: (Week 9 t/m 15) 30-10-1993 t/m 11-12-1993 | Hitnotering: (Week 1 t/m 8) 04-02-1984 t/m 24-03-1984 Hitnotering: (Week 9 t/m 15) 30-10-1993 t/m 11-12-1993 | Hitnotering: (Week 1 t/m 8) 04-02-1984 t/m 24-03-1984 Hitnotering: (Week 9 t/m 15) 30-10-1993 t/m 11-12-1993 | Hitnotering: (Week 1 t/m 8) 04-02-1984 t/m 24-03-1984 Hitnotering: (Week 9 t/m 15) 30-10-1993 t/m 11-12-1993 | Hitnotering: (Week 1 t/m 8) 04-02-1984 t/m 24-03-1984 Hitnotering: (Week 9 t/m 15) 30-10-1993 t/m 11-12-1993 | Hitnotering: (Week 1 t/m 8) 04-02-1984 t/m 24-03-1984 Hitnotering: (Week 9 t/m 15) 30-10-1993 t/m 11-12-1993 | Hitnotering: (Week 1 t/m 8) 04-02-1984 t/m 24-03-1984 Hitnotering: (Week 9 t/m 15) 30-10-1993 t/m 11-12-1993 | Hitnotering: (Week 1 t/m 8) 04-02-1984 t/m 24-03-1984 Hitnotering: (Week 9 t/m 15) 30-10-1993 t/m 11-12-1993 | Hitnotering: (Week 1 t/m 8) 04-02-1984 t/m 24-03-1984 Hitnotering: (Week 9 t/m 15) 30-10-1993 t/m 11-12-1993 | Hitnotering: (Week 1 t/m 8) 04-02-1984 t/m 24-03-1984 Hitnotering: (Week 9 t/m 15) 30-10-1993 t/m 11-12-1993 | Hitnotering: (Week 1 t/m 8) 04-02-1984 t/m 24-03-1984 Hitnotering: (Week 9 t/m 15) 30-10-1993 t/m 11-12-1993 | Hitnotering: (Week 1 t/m 8) 04-02-1984 t/m 24-03-1984 Hitnotering: (Week 9 t/m 15) 30-10-1993 t/m 11-12-1993 | Hitnotering: (Week 1 t/m 8) 04-02-1984 t/m 24-03-1984 Hitnotering: (Week 9 t/m 15) 30-10-1993 t/m 11-12-1993 | Hitnotering: (Week 1 t/m 8) 04-02-1984 t/m 24-03-1984 Hitnotering: (Week 9 t/m 15) 30-10-1993 t/m 11-12-1993 | Hitnotering: (Week 1 t/m 8) 04-02-1984 t/m 24-03-1984 Hitnotering: (Week 9 t/m 15) 30-10-1993 t/m 11-12-1993 | Hitnotering: (Week 1 t/m 8) 04-02-1984 t/m 24-03-1984 Hitnotering: (Week 9 t/m 15) 30-10-1993 t/m 11-12-1993 |
| Week: | 1 | 2 | 3 | 4 | 5 | 6 | 7 | 8 | | 9 | 10 | 11 | 12 | 13 | 14 | 15 | |
| --- | --- | --- | --- | --- | --- | --- | --- | --- | --- | --- | --- | --- | --- | --- | --- | --- | --- |
| Positie: | 30 | 17 | 9 | 5 | 5 | 9 | 13 | 25 | uit | 26 | 16 | 11 | 8 | 12 | 18 | 27 | uit |

### Nationale Hitparade / Mega Top 50
| Hitnotering: (week 1 t/m 10) 28-01-1984 t/m 31-03-1984 Hitnotering: (week 11 t/m 17) 30-10-1993 t/m 11-12-1993 | Hitnotering: (week 1 t/m 10) 28-01-1984 t/m 31-03-1984 Hitnotering: (week 11 t/m 17) 30-10-1993 t/m 11-12-1993 | Hitnotering: (week 1 t/m 10) 28-01-1984 t/m 31-03-1984 Hitnotering: (week 11 t/m 17) 30-10-1993 t/m 11-12-1993 | Hitnotering: (week 1 t/m 10) 28-01-1984 t/m 31-03-1984 Hitnotering: (week 11 t/m 17) 30-10-1993 t/m 11-12-1993 | Hitnotering: (week 1 t/m 10) 28-01-1984 t/m 31-03-1984 Hitnotering: (week 11 t/m 17) 30-10-1993 t/m 11-12-1993 | Hitnotering: (week 1 t/m 10) 28-01-1984 t/m 31-03-1984 Hitnotering: (week 11 t/m 17) 30-10-1993 t/m 11-12-1993 | Hitnotering: (week 1 t/m 10) 28-01-1984 t/m 31-03-1984 Hitnotering: (week 11 t/m 17) 30-10-1993 t/m 11-12-1993 | Hitnotering: (week 1 t/m 10) 28-01-1984 t/m 31-03-1984 Hitnotering: (week 11 t/m 17) 30-10-1993 t/m 11-12-1993 | Hitnotering: (week 1 t/m 10) 28-01-1984 t/m 31-03-1984 Hitnotering: (week 11 t/m 17) 30-10-1993 t/m 11-12-1993 | Hitnotering: (week 1 t/m 10) 28-01-1984 t/m 31-03-1984 Hitnotering: (week 11 t/m 17) 30-10-1993 t/m 11-12-1993 | Hitnotering: (week 1 t/m 10) 28-01-1984 t/m 31-03-1984 Hitnotering: (week 11 t/m 17) 30-10-1993 t/m 11-12-1993 | Hitnotering: (week 1 t/m 10) 28-01-1984 t/m 31-03-1984 Hitnotering: (week 11 t/m 17) 30-10-1993 t/m 11-12-1993 | Hitnotering: (week 1 t/m 10) 28-01-1984 t/m 31-03-1984 Hitnotering: (week 11 t/m 17) 30-10-1993 t/m 11-12-1993 | Hitnotering: (week 1 t/m 10) 28-01-1984 t/m 31-03-1984 Hitnotering: (week 11 t/m 17) 30-10-1993 t/m 11-12-1993 | Hitnotering: (week 1 t/m 10) 28-01-1984 t/m 31-03-1984 Hitnotering: (week 11 t/m 17) 30-10-1993 t/m 11-12-1993 | Hitnotering: (week 1 t/m 10) 28-01-1984 t/m 31-03-1984 Hitnotering: (week 11 t/m 17) 30-10-1993 t/m 11-12-1993 | Hitnotering: (week 1 t/m 10) 28-01-1984 t/m 31-03-1984 Hitnotering: (week 11 t/m 17) 30-10-1993 t/m 11-12-1993 | Hitnotering: (week 1 t/m 10) 28-01-1984 t/m 31-03-1984 Hitnotering: (week 11 t/m 17) 30-10-1993 t/m 11-12-1993 | Hitnotering: (week 1 t/m 10) 28-01-1984 t/m 31-03-1984 Hitnotering: (week 11 t/m 17) 30-10-1993 t/m 11-12-1993 | Hitnotering: (week 1 t/m 10) 28-01-1984 t/m 31-03-1984 Hitnotering: (week 11 t/m 17) 30-10-1993 t/m 11-12-1993 |
| Week: | 1 | 2 | 3 | 4 | 5 | 6 | 7 | 8 | 9 | 10 | | 11 | 12 | 13 | 14 | 15 | 16 | 17 | |
| --- | --- | --- | --- | --- | --- | --- | --- | --- | --- | --- | --- | --- | --- | --- | --- | --- | --- | --- | --- |
| Positie: | 39 | 25 | 13 | 7 | 5 | 5 | 5 | 9 | 21 | 36 | uit | 28 | 16 | 12 | 12 | 14 | 25 | 47 | uit |

### TROS Top 50
Hitnotering: 02-02-1984 t/m 22-03-1984. Hoogste notering: #4 (1 week).

### TROS Europarade
Hitnotering: 05-02-1984 t/m 02-09-1984. Hoogste notering: #1 (1 week).

### Vlaamse Ultratop 50
| Hitnotering: 28-01-1984 t/m 21-04-1984 | Hitnotering: 28-01-1984 t/m 21-04-1984 | Hitnotering: 28-01-1984 t/m 21-04-1984 | Hitnotering: 28-01-1984 t/m 21-04-1984 | Hitnotering: 28-01-1984 t/m 21-04-1984 | Hitnotering: 28-01-1984 t/m 21-04-1984 | Hitnotering: 28-01-1984 t/m 21-04-1984 | Hitnotering: 28-01-1984 t/m 21-04-1984 | Hitnotering: 28-01-1984 t/m 21-04-1984 | Hitnotering: 28-01-1984 t/m 21-04-1984 | Hitnotering: 28-01-1984 t/m 21-04-1984 | Hitnotering: 28-01-1984 t/m 21-04-1984 | Hitnotering: 28-01-1984 t/m 21-04-1984 | Hitnotering: 28-01-1984 t/m 21-04-1984 | Hitnotering: 28-01-1984 t/m 21-04-1984 |
| Week:                                  | 1                                      | 2                                      | 3                                      | 4                                      | 5                                      | 6                                      | 7                                      | 8                                      | 9                                      | 10                                     | 11                                     | 12                                     | 13                                     |                                        |
| -------------------------------------- | -------------------------------------- | -------------------------------------- | -------------------------------------- | -------------------------------------- | -------------------------------------- | -------------------------------------- | -------------------------------------- | -------------------------------------- | -------------------------------------- | -------------------------------------- | -------------------------------------- | -------------------------------------- | -------------------------------------- | -------------------------------------- |
| Positie:                               | 36                                     | 16                                     | 10                                     | 2                                      | 3                                      | 3                                      | 3                                      | 5                                      | 11                                     | 15                                     | 27                                     | 29                                     | 31                                     | uit                                    |

### Vlaamse Radio 2 Top 30
| Hitnotering: (week 1 t/m 11) 28-01-1984 t/m 07-04-1984 Hitnotering: (Week 12 t/m 14) 30-10-1993 t/m 13-11-1993 Hitnotering: (Week 15 t/m 16) 27-11-1993 t/m 04-12-1993 Hitnotering: (week 17 t/m 20) 18-12-1993 t/m 08-01-1994 | Hitnotering: (week 1 t/m 11) 28-01-1984 t/m 07-04-1984 Hitnotering: (Week 12 t/m 14) 30-10-1993 t/m 13-11-1993 Hitnotering: (Week 15 t/m 16) 27-11-1993 t/m 04-12-1993 Hitnotering: (week 17 t/m 20) 18-12-1993 t/m 08-01-1994 | Hitnotering: (week 1 t/m 11) 28-01-1984 t/m 07-04-1984 Hitnotering: (Week 12 t/m 14) 30-10-1993 t/m 13-11-1993 Hitnotering: (Week 15 t/m 16) 27-11-1993 t/m 04-12-1993 Hitnotering: (week 17 t/m 20) 18-12-1993 t/m 08-01-1994 | Hitnotering: (week 1 t/m 11) 28-01-1984 t/m 07-04-1984 Hitnotering: (Week 12 t/m 14) 30-10-1993 t/m 13-11-1993 Hitnotering: (Week 15 t/m 16) 27-11-1993 t/m 04-12-1993 Hitnotering: (week 17 t/m 20) 18-12-1993 t/m 08-01-1994 | Hitnotering: (week 1 t/m 11) 28-01-1984 t/m 07-04-1984 Hitnotering: (Week 12 t/m 14) 30-10-1993 t/m 13-11-1993 Hitnotering: (Week 15 t/m 16) 27-11-1993 t/m 04-12-1993 Hitnotering: (week 17 t/m 20) 18-12-1993 t/m 08-01-1994 | Hitnotering: (week 1 t/m 11) 28-01-1984 t/m 07-04-1984 Hitnotering: (Week 12 t/m 14) 30-10-1993 t/m 13-11-1993 Hitnotering: (Week 15 t/m 16) 27-11-1993 t/m 04-12-1993 Hitnotering: (week 17 t/m 20) 18-12-1993 t/m 08-01-1994 | Hitnotering: (week 1 t/m 11) 28-01-1984 t/m 07-04-1984 Hitnotering: (Week 12 t/m 14) 30-10-1993 t/m 13-11-1993 Hitnotering: (Week 15 t/m 16) 27-11-1993 t/m 04-12-1993 Hitnotering: (week 17 t/m 20) 18-12-1993 t/m 08-01-1994 | Hitnotering: (week 1 t/m 11) 28-01-1984 t/m 07-04-1984 Hitnotering: (Week 12 t/m 14) 30-10-1993 t/m 13-11-1993 Hitnotering: (Week 15 t/m 16) 27-11-1993 t/m 04-12-1993 Hitnotering: (week 17 t/m 20) 18-12-1993 t/m 08-01-1994 | Hitnotering: (week 1 t/m 11) 28-01-1984 t/m 07-04-1984 Hitnotering: (Week 12 t/m 14) 30-10-1993 t/m 13-11-1993 Hitnotering: (Week 15 t/m 16) 27-11-1993 t/m 04-12-1993 Hitnotering: (week 17 t/m 20) 18-12-1993 t/m 08-01-1994 | Hitnotering: (week 1 t/m 11) 28-01-1984 t/m 07-04-1984 Hitnotering: (Week 12 t/m 14) 30-10-1993 t/m 13-11-1993 Hitnotering: (Week 15 t/m 16) 27-11-1993 t/m 04-12-1993 Hitnotering: (week 17 t/m 20) 18-12-1993 t/m 08-01-1994 | Hitnotering: (week 1 t/m 11) 28-01-1984 t/m 07-04-1984 Hitnotering: (Week 12 t/m 14) 30-10-1993 t/m 13-11-1993 Hitnotering: (Week 15 t/m 16) 27-11-1993 t/m 04-12-1993 Hitnotering: (week 17 t/m 20) 18-12-1993 t/m 08-01-1994 | Hitnotering: (week 1 t/m 11) 28-01-1984 t/m 07-04-1984 Hitnotering: (Week 12 t/m 14) 30-10-1993 t/m 13-11-1993 Hitnotering: (Week 15 t/m 16) 27-11-1993 t/m 04-12-1993 Hitnotering: (week 17 t/m 20) 18-12-1993 t/m 08-01-1994 | Hitnotering: (week 1 t/m 11) 28-01-1984 t/m 07-04-1984 Hitnotering: (Week 12 t/m 14) 30-10-1993 t/m 13-11-1993 Hitnotering: (Week 15 t/m 16) 27-11-1993 t/m 04-12-1993 Hitnotering: (week 17 t/m 20) 18-12-1993 t/m 08-01-1994 | Hitnotering: (week 1 t/m 11) 28-01-1984 t/m 07-04-1984 Hitnotering: (Week 12 t/m 14) 30-10-1993 t/m 13-11-1993 Hitnotering: (Week 15 t/m 16) 27-11-1993 t/m 04-12-1993 Hitnotering: (week 17 t/m 20) 18-12-1993 t/m 08-01-1994 | Hitnotering: (week 1 t/m 11) 28-01-1984 t/m 07-04-1984 Hitnotering: (Week 12 t/m 14) 30-10-1993 t/m 13-11-1993 Hitnotering: (Week 15 t/m 16) 27-11-1993 t/m 04-12-1993 Hitnotering: (week 17 t/m 20) 18-12-1993 t/m 08-01-1994 | Hitnotering: (week 1 t/m 11) 28-01-1984 t/m 07-04-1984 Hitnotering: (Week 12 t/m 14) 30-10-1993 t/m 13-11-1993 Hitnotering: (Week 15 t/m 16) 27-11-1993 t/m 04-12-1993 Hitnotering: (week 17 t/m 20) 18-12-1993 t/m 08-01-1994 | Hitnotering: (week 1 t/m 11) 28-01-1984 t/m 07-04-1984 Hitnotering: (Week 12 t/m 14) 30-10-1993 t/m 13-11-1993 Hitnotering: (Week 15 t/m 16) 27-11-1993 t/m 04-12-1993 Hitnotering: (week 17 t/m 20) 18-12-1993 t/m 08-01-1994 | Hitnotering: (week 1 t/m 11) 28-01-1984 t/m 07-04-1984 Hitnotering: (Week 12 t/m 14) 30-10-1993 t/m 13-11-1993 Hitnotering: (Week 15 t/m 16) 27-11-1993 t/m 04-12-1993 Hitnotering: (week 17 t/m 20) 18-12-1993 t/m 08-01-1994 | Hitnotering: (week 1 t/m 11) 28-01-1984 t/m 07-04-1984 Hitnotering: (Week 12 t/m 14) 30-10-1993 t/m 13-11-1993 Hitnotering: (Week 15 t/m 16) 27-11-1993 t/m 04-12-1993 Hitnotering: (week 17 t/m 20) 18-12-1993 t/m 08-01-1994 | Hitnotering: (week 1 t/m 11) 28-01-1984 t/m 07-04-1984 Hitnotering: (Week 12 t/m 14) 30-10-1993 t/m 13-11-1993 Hitnotering: (Week 15 t/m 16) 27-11-1993 t/m 04-12-1993 Hitnotering: (week 17 t/m 20) 18-12-1993 t/m 08-01-1994 | Hitnotering: (week 1 t/m 11) 28-01-1984 t/m 07-04-1984 Hitnotering: (Week 12 t/m 14) 30-10-1993 t/m 13-11-1993 Hitnotering: (Week 15 t/m 16) 27-11-1993 t/m 04-12-1993 Hitnotering: (week 17 t/m 20) 18-12-1993 t/m 08-01-1994 | Hitnotering: (week 1 t/m 11) 28-01-1984 t/m 07-04-1984 Hitnotering: (Week 12 t/m 14) 30-10-1993 t/m 13-11-1993 Hitnotering: (Week 15 t/m 16) 27-11-1993 t/m 04-12-1993 Hitnotering: (week 17 t/m 20) 18-12-1993 t/m 08-01-1994 | Hitnotering: (week 1 t/m 11) 28-01-1984 t/m 07-04-1984 Hitnotering: (Week 12 t/m 14) 30-10-1993 t/m 13-11-1993 Hitnotering: (Week 15 t/m 16) 27-11-1993 t/m 04-12-1993 Hitnotering: (week 17 t/m 20) 18-12-1993 t/m 08-01-1994 | Hitnotering: (week 1 t/m 11) 28-01-1984 t/m 07-04-1984 Hitnotering: (Week 12 t/m 14) 30-10-1993 t/m 13-11-1993 Hitnotering: (Week 15 t/m 16) 27-11-1993 t/m 04-12-1993 Hitnotering: (week 17 t/m 20) 18-12-1993 t/m 08-01-1994 | Hitnotering: (week 1 t/m 11) 28-01-1984 t/m 07-04-1984 Hitnotering: (Week 12 t/m 14) 30-10-1993 t/m 13-11-1993 Hitnotering: (Week 15 t/m 16) 27-11-1993 t/m 04-12-1993 Hitnotering: (week 17 t/m 20) 18-12-1993 t/m 08-01-1994 |
| Week: | 1 | 2 | 3 | 4 | 5 | 6 | 7 | 8 | 9 | 10 | 11 | | 12 | 13 | 14 | | 15 | 16 | | 17 | 18 | 19 | 20 | |
| --- | --- | --- | --- | --- | --- | --- | --- | --- | --- | --- | --- | --- | --- | --- | --- | --- | --- | --- | --- | --- | --- | --- | --- | --- |
| Positie: | 28 | 13 | 9 | 5 | 5 | 3 | 4 | 5 | 12 | 13 | 30 | uit | 29 | 22 | 22 | uit | 23 | 17 | uit | 18 | 15 | 22 | 27 | uit |

### NPO Radio 2 Top 2000
| Nummer met noteringen in de NPO Radio 2 Top 2000 | '00 | '01 | '02 | '03 | '04 | '05  | '06  | '07  | '08  | '09  | '10  | '11  | '12  | '13  | '14  | '15  | '16  | '17  | '18  | '19  | '20  | '21  | '22  | '23  | '24  |
| ------------------------------------------------ | --- | --- | --- | --- | --- | ---- | ---- | ---- | ---- | ---- | ---- | ---- | ---- | ---- | ---- | ---- | ---- | ---- | ---- | ---- | ---- | ---- | ---- | ---- | ---- |
| Relax                                            | 394 | 634 | 620 | 685 | 737 | 1224 | 1240 | 1681 | 1051 | 1384 | 1466 | 1579 | 1299 | 1650 | 1431 | 1852 | 1349 | 1376 | 1622 | 1630 | 1679 | 1578 | 1754 | 1773 | 1721 |

1. ↑  Een vetgedrukt getal geeft de hoogste notering aan.
2. ↑  2000 was het eerste jaar met een notering voor dit nummer.